# Tetranychus lambi
Tetranychus lambi är en spindeldjursart som beskrevs av Pritchard och Baker 1955. Tetranychus lambi ingår i släktet Tetranychus och familjen Tetranychidae. Inga underarter finns listade i Catalogue of Life.